# Харьковский лесопарк
Харьковский лесопарк (укр. Харківський лісопарк) — зона отдыха в городе Харькове Харьковской области Украины. Лесопарк расположен в северо-западной части города, а также частично за его пределами. С юга и востока его ограничивают районы: Павлово Поле, Сокольники, посёлок Жуковского, Большая Даниловка. С севера и запада границы парка ограничены в основном Харьковской окружной автодорогой и районами Пятихатки и Алексеевка. Через лесопарк проходит важная транспортная магистраль города — Харьковское шоссе. Также через него частично проходит Харьковская окружная автомобильная дорога и улица Деревянко.

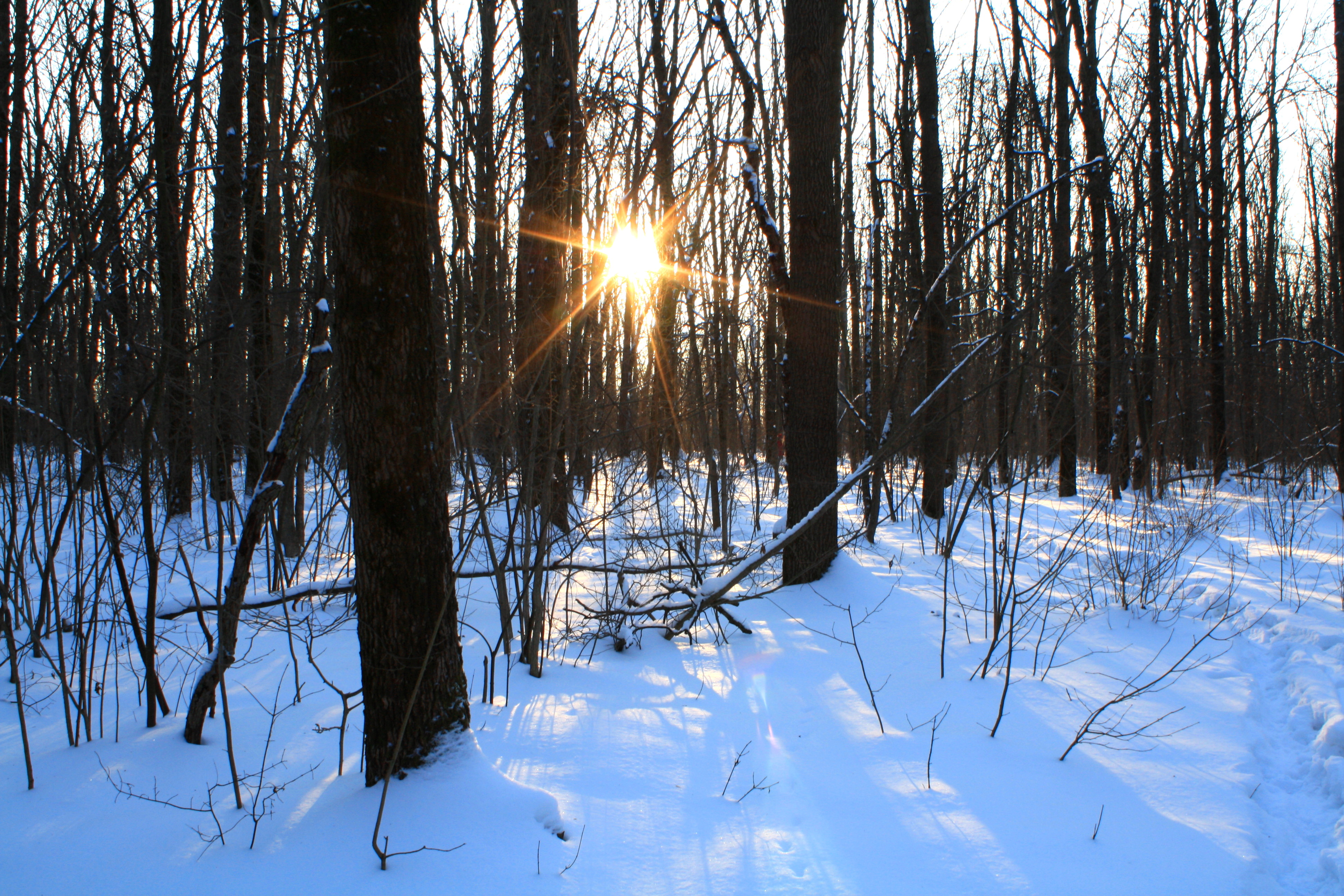
Январский вечер

## Общие сведения
Харьковский лесопарк — самый большой на Украине по площади. По данным 1987 года, его площадь составляла 2385 га, по официальным данным 2009 года, уже 2060 га, в 2010 — менее 1900 га (реально меньше сколько? из-за незаконной застройки в лесопарковой зоне).
Большая часть лесопарка представляет собой естественный лес, прорезанный просеками, полянами и балками. Наиболее распространённой породой является дуб черешчатый. Есть дубы-долгожители возрастом 200—400 лет. Также распространены клёны, липы, ели и сосны.
В лесопарке (со стороны Пятихаток) начинаются Саржин яр и Алексеевский яр, по дну которых соответственно тёк Саржин ручей (практически уничтожен в 2006 при прокладке ЛЭП) и течёт речка Алексеевка, почти параллельно друг другу на расстоянии 1,5-2 км до впадения в Лопань.
Землепользователем памятника природы Сокольники-Померки, расположенного в лесопарковом хозяйстве, является СКП «Харковзеленстрой».

## История лесопарка

### История начала XX века
От момента закладки в 1893—1895 годах загородного Николаевского парка район будущего лесопарка рассматривался как рекреационная зона города.
Ещё в сборнике «По окрестностям Харькова» (1916) отмечались массовые посещения его горожанами и сбор ими весной растений для букетов. Плановое освоение лесопарка как места массового отдыха трудящихся началось в конце 20—х годов XX века. Была осуществлена пробивка аллей, постройка ряда небольших деревянных парковых сооружений. После прокладки в 1930 году линии трамвая вдоль части Харьковского шоссе заметно увеличилась посещаемость лесопарка; второй этап увеличения посещаемости начался после застройки Павлова Поля и Алексеевки и прокладки троллейбусной линии по ул. Деревянко в 1970 году.
Официальное название при Советской власти — лесопарк «Сокольники -Померки», затем — «Комсомольский лесопарк» (ибо благоустраивался комсомольцами), ниже которого в 1930 году(?) было заложено на реке Саржинке Комсомольское озеро с пляжами — место отдыха трудящихся.
Во второй половине марта [1943], после вторичной оккупации Харькова немецкими войсками, туда прибыла команда палачей под названием «ЭК-5». В первые же дни эта команда арестовала 2 500 советских граждан и расстреляла их в селе Куряж (в 12 километрах от Харькова). Эта же команда расстреляла в лесопарке около 3.000 советских граждан, среди которых было много женщин и детей.

### Лесопарк после Великой Отечественной войны
В 50-е — 60-е гг. XX века была организована массовая подсадка деревьев (в районе ул. Деревянко, заводов ХАЗ и ФЭД). Студенты харьковских вузов под руководством преподавателей высадили более га. зелёных насаждений.
В перспективных планах развития Харькова и генплане города зоопарку выделялись большие по площади территории — 120 га — в районе лесопарка, между посёлком Жуковского и окружной дорогой, к востоку от Харьковского шоссе (Курочкина Гора, местность ныне занята крупнейшим городским некрополем, 17 горкладбищем, первые захоронения — осень 1995), однако реализацию этого плана прервал процесс распада СССР.
В Даниловском лесу лесопарка есть два памятника природы: «Померки» и «Сокольники-Померки». Памятник природы Сокольники-Померки расположен в 52-54, 60, 61, 65 и 68 кварталах лесопаркового хозяйства.

### Лесопарк после 1991 года
После распада СССР началось постепенное сокращение лесных насаждений, раздача земель лесопарка в аренду (вместе с имеющимся на них лесом).
Обустроенные светильниками аллеи до 1991 года были проложены в лесопарке в его южной части, прилегающей к Павлову Полю, и к востоку от Белгородского шоссе в районе автостанции «Лесопарк». Однако в 80-х — 90-х гг. фонари были похищены вместе с металлическими столбами.
В лесопарке вблизи Пятихаток также существовала освещённая дорога. Была открыта 1 января 1980 года (в преддверии «Олимпиады-80» в Москве). Состояла из 36 стальных опор высотой порядка пяти метров каждая. Запитка — однофазная воздушная линия (пара алюминиевых многожильных проводов на фарфоровых изоляторах), включалась из Дома школьника, адрес: улица (ныне — проспект) Академика Курчатова, 15. Лампы накаливания находились внутри толстостенных стеклянных колпаков, забранных снаружи крупноячеистой проволочной сеткой. Была полностью разворована к концу 1980-х — началу 1990-х годов, включая опоры (в 2009 кое-где сохранились торчащие из земли на 5…30 см обрезки труб наружным диаметром 145 мм, толщина стенки — 11 мм).
Комсомольское озеро с пляжами, планировавшееся как место отдыха трудящихся, сейчас заросло, пляжей нет, но вокруг него было начато «огораживание» и строительство частных коттеджей.

### Сокращение площади лесопарка в XXI веке
В настоящее время площадь лесопарка заметно сокращается. «Границы лесопарка не разработаны и не утверждены», поэтому происходит постепенный захват его территории, застройка дачами и особняками. Разрабатываются и реализуются проекты прокладки ЛЭП (в 2006 году проложена ЛЭП 110 кВ с Алексеевки в Сокольники (якобы для э/снабжения будущего депо Алексеевской линии метро близ Флоринки, а также по Саржину яру) и пробивки дорог через территорию лесопарка.
Разрабатываются также проекты размещения в лесопарке новых футбольных полей (11), теннисных кортов (13) и волейбольных площадок (23) на 36 гектарах лесопарка, и т. п..
В соответствии с законодательством при планировании работ в лесопарке должны быть проведены общественные слушания. Так, Госуправление охраны окружающей природной среды в Харьковской области проводило такие слушания при планировании вырубки 340 деревьев в 2006 г., однако продолжаются браконьерские порубки в значительных масштабах.
«На проведенном Харьковским городским советом земельном аукционе на открытые торги был выставлен участок так называемого „Харьковского ВДНХ“ (Белгородское шоссе, угол ул. Чкалова) площадью около трех гектаров. При стартовой цене лота в 12,5 млн грн. победитель аукциона — корпорация „Авантаж“ — заплатила за эту землю более 28 млн грн. В конце 2007 года региональное Госуправление охраны окружающей среды по заявке КП „Харьковзеленстрой“ и в соответствии с требованиями природоохранного законодательства инициировал замену „утратившего ценность одного участка памятника природы“ на два других, но в разных местах лесопарка. Причина — якобы потеря квадратами № 54 и № 68 своей ценности. Взамен предлагалось включить в памятник природы участки в квадратах номер 51 и 66.»

### Прокладка дороги через лесопарк в 2010 году
В мае 2010 году в лесопарке начата пробивка дороги от улицы Сумской до улицы Новгородской, при этом формально планировалось снесение 503 деревьев возрастом до 120 лет. Эти события вызвали сопротивление общественных организаций в течение 3 недель, расстановку пикетов и палаточных городков. Утверждалось, что министерство экологии отозвало своё согласование на прокладку трассы. В ходе противостояния в районе Малой Южной детской железной дороги, которую новая трасса должна пересекать, были также физические стычки рубщиков леса с протестующими против вырубки; при этом милиция задержала несколько человек, а несколько человек попали в больницу. Был также создан сайт по защите лесопарка от вырубок и сокращения площади зелёных насаждений. К противостоянию, возникшему на месте прокладки трассы подключились и политики, затем состоялось всеукраинское ток-шоу с Евгением Киселёвым, где проблема обсуждалась частично с экологической, частично с политической позиции; однако без участия специалистов по транспорту и градостроительству. 30 мая Комитет по экологии Верховной Рады Украины (высшего законодательного органа) распорядился прекратить строительство дороги до выводов комиссии распоряжением № 74/1. Рабочие продолжали строительство, милиция заявила, что ВРУ им ничего не сообщала. К 3 июня 2010 все деревья по будущей трассе были спилены.
5 июня о силовом противостоянии муниципальной охраны и защитников леса сообщило CNN, с видеороликом событий от 2 июня 2010 года
19 июня 2010 года состоялись общегородские общественные слушания на тему: «Защита зеленых насаждений и Лесопарка г. Харькова» с участием исполняющего обязанности мэра Харькова Геннадия Кернеса. Слушания состоялись с грубейшим нарушением законодательных норм со стороны городской администрации. Результаты их были фальсифицированы резолюцией, предложенной г-ном Кернесом. По окончании слушаний защитники лесопарка маршем отправились к месту вырубки, где разбили цветочную клумбу, по периметру которой были установлены эмблемы городов и областей, поддержавших экологическую борьбу харьковчан.
1 июля активистами «Зелёного Фронта» были обнаружены человеческие останки на территории строительства. Предположительно останки принадлежат немецким или итальянским солдатам, похороненным в ходе Великой Отечественной войны либо больным—туберкулёзникам. Останки увозились милицией, работы продолжались.

### Велодорожки
В 2016 году началось строительство первой асфальтированной велодорожки вдоль Белгородского шоссе. Хотя первоначально планировалось открытие ко дню города (23 августа), сроки немного сдвинулись. Окончательно строительство завершили в октябре 2016 г. Протяженность велодорожки составила 7.6 км, от перекрестка улицы Сумской с улицей Деревянко до Храма Святой царицы Тамары в Пятихатках.
В последующие годы строительство велодорожек продолжилось внутри Лесопарка соединив разные его части в том числе Саржин яр и центральный парк. По состоянию на осень 2020 года, общая протяженность велодорожек составила 23 км. Новые велодорожки дали толчок к бурному развитию других элементов велоинфраструктуры Лесопарка, а именно появлению новых крупных центров велопроката или значительному укрупнению существующих. Например в Велопрокатике количество велосипедов с 2016 года увеличилось в 4 раза.

## Достопримечательности лесопарка
По юго-восточной части территории лесопарка проходит линия однопутной узкоколейной Малой Южной железной дороги с двумя конечными станциями «Парк» и «Лесопарк», а также промежуточной платформой «Мемориал». Работает в тёплое время года, движение поезда ежегодно открывается 1 мая. В Сокольниках расположена детская спортивная школа.

### Памятники в лесопарке
- Мемориальный комплекс Славы. Построен в 1977 году на месте массовых расстрелов советских граждан немцами во время Великой Отечественной войны. Скульпторы: В. И. Агибалов, М. Ф. Овсянкин и Я. И. Рык.
- Мемориал жертв тоталитарного режима. Открыт в 2000 году на месте расстрелов советских граждан и польских военнопленных НКВД в конце 1930-х годов.
- Могила Неизвестного солдата — Алексеевская балка, поляна примерно на половине пути от Пятихаток (гольф-клуб) до Алексеевки (гаражи близ построенной в 2007 э/подстанции 110 кВ). Также в лесопарке находится могила Неизвестного лётчика с практически идентичным оформлением надгробной плиты, ограждения и пр. Кроме этого есть ещё два захоронения — одно слева от дороги к «Лесной сказке»; второе - с другой стороны Харьковского шоссе, примерно в том же районе. Кроме Мемориала славы есть ещё один, между спортбазой Динамо и Комсомольским озером. Около Сокольников есть памятник детям — жертвам-донорам немецких оккупантов.

### Природные памятники в лесопарке
- Саржин яр — разделяет Нагорный район и Павлово Поле. По нему до 2008 года тёк Саржин ручей и течёт река Саржинка.
- Алексиев яр (Алексеевская балка) — разделяет Павлово Поле и Алексеевку. По нему течёт река Алексеевка (река).
- Очеретянская балка — разделяет Нагорный район и Большую Даниловку.
- Алешкин яр — разделяет посёлок Жуковского и село Олешки.
- Дуб 400-летний (было два, в 2006 при прокладке ЛЭП срезан второй, совершенно здоровый — близ колодца и домика лесника в Саржином яру).

### Спортивные базы
- Лыжная база ХНУГХ им. Бекетоваа(?) (необычной «прибалтийской» архитектуры, Сокольники).
- Спортивная база общества «Спартак» (Сокольники)
- Спортивная база «Темп» (ул. Батумская)
- Спортивное училище олимпийского резерва (Харьковское шоссе). Должно было быть закрыто в 2009 из-за отсутствия денег у государства на его финансирование; в сентябре 2009 занятия пока идут.
- За посёлком Жуковского над Алёшкиным яром построена лыжная база «Харьковская Швейцария» (4 трассы по 300 метров, 3 подъёмника, перепад высот 70 метров)
- Спортивная база ХНПУ имени Г. С. Сковороды

### Пионерские лагеря
Вдоль Харьковского шоссе расположены детские летние лагеря, санатории и профилактории. К 2009 г. большая часть пионерских лагерей уже не работала.